# Dorfkirche Neutornow

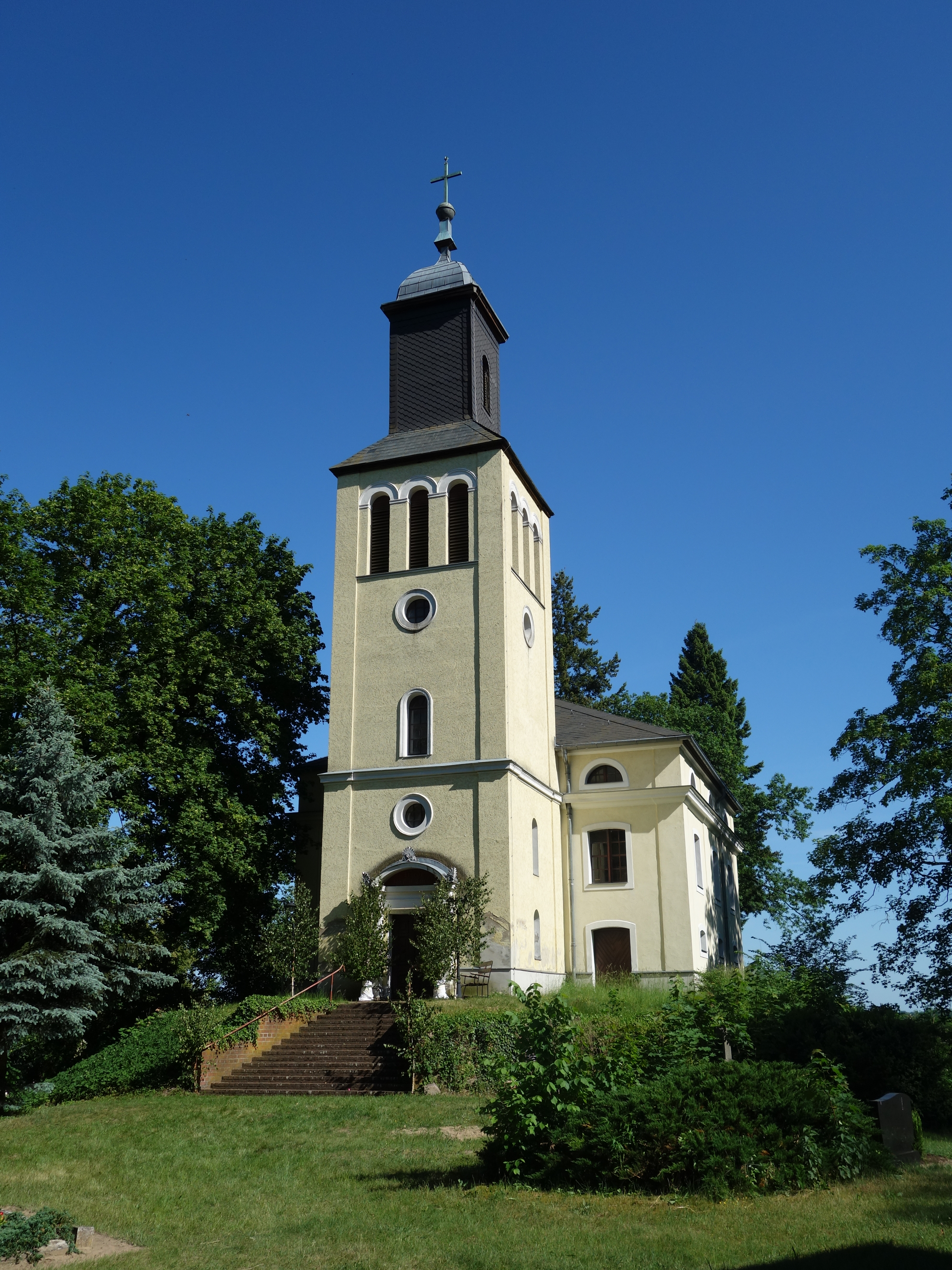
Dorfkirche Neutornow

Die evangelische, denkmalgeschützte Dorfkirche Neutornow steht in Neutornow, einem Wohnplatz des Ortsteils Schiffmühle der Stadt Bad Freienwalde (Oder) im Landkreis Märkisch-Oderland in Brandenburg. Die Kirche gehört zum Pfarrsprengel Alte Oder im Kirchenkreis Oderland-Spree der Evangelischen Kirche Berlin-Brandenburg-schlesische Oberlausitz.

## Beschreibung
Der Zentralbau auf quadratischem Grundriss wurde 1769/7070 unter dem Kirchenpatronat von Friedrichs II. für die im Dorf ansässigen Kolonisten errichtet. Die Pläne zum Neubau stammen von Isaak Jacob von Petri. 1877 wurde an der Nordwestseite ein Kirchturm nach einem vor 1872 angefertigten Entwurf von Georg Erbkam angebaut. Der Helm wurde mit dem ehemaligen Dachreiter bedeckt. Außerdem wurde im Südosten des Kirchenschiffs, das mit einem Pyramidendach bedeckt ist, die Sakristei angebaut. Hinter den als Triforien gestalteten Klangarkaden im vierten Geschoss des Kirchturms befindet sich der Glockenstuhl, in dem ursprünglich drei Kirchenglocken hingen, von denen die mittlere im Ersten Weltkrieg abgeliefert werden musste. Ein Dachstuhlbrand im November 1929 zerstörte das Innere der Kirche und den Kirchturm. Den Wiederaufbau, der mit einer Umgestaltung des Außenbaus und einer Neugestaltung des Innenraums einherging, leitete Emil Rüster. Dabei wurde unter anderem das Kirchenschiff über dem alten Dachgesims um etwa 1,50 Meter erhöht und mit einem flacher geneigten Dach versehen. Das neu entstandene Attikageschoss zeichnet sich durch halbkreisförmige Fensteröffnungen aus.
Im Inneren erhielt das Bauwerk neue Emporen. Aus dieser Zeit stammen auch der hölzerne Altar und die Kanzel. Die Orgel wurde 1931 von Karl Gerbig gebaut. Die Schäden aus dem Zweiten Weltkrieg wurden nur provisorisch behoben. Gegen Mitte der 1970er Jahre führten Baumängel zur Schließung der Kirche. Ihrem eigentlichen Zweck dient sie erst wieder seit 1993 nach einer umfangreichen Sanierung.
Auf einem Hohlweg oberhalb des Bauwerks befindet sich das Grab von Louis Henri Fontane, dem Vater des Schriftstellers Theodor Fontane.